# Emil Abelsen
Eli Peter Emil Abelsen (* 29. Juli 1943 in Qaqortoq; † 6. Februar 2005) war ein grönländischer Politiker (Siumut).

## Leben
Emil Abelsen war der uneheliche Sohn von Marie Abelsen. Am 17. Juni 1989 heiratete er die Schuldirektorin Kirsten M. V. Bitsch (* 1946), Tochter des Lehrers Peter Bitsch († 1979) und seiner Frau Ellen. Aus der Ehe stammt die Politikerin Maliina Abelsen (* 1976).
Emil Abelsen schloss 1974 ein Studium der Rechtswissenschaften an der Universität Kopenhagen ab. Während seiner Studienzeit war er Vorsitzender des Rats Junger Grönländer. Anschließend wurde er im Sekretariat des Grønlandsrådets und im Grønlandsministeriet angestellt. Während seiner Ausbildung in Kopenhagen war er Vorsitzender des Rats Junger Grönländer. 1979 wurde er erster Erwerbsdirektor der Regierung. 1985 wurde er Wirtschaftsdirektor der Regierung und ein Jahr später Sekretariatschef für Grønlands Arbejder Sammenslutning.
Ab dem 8. September 1987 ersetzte er den in den Folketing abgewanderten Hans Pavia Rosing als Wirtschaftsminister im Kabinett Motzfeldt IV. Nach dem Zusammenbruch der Koalition wurde das Kabinett Motzfeldt V als Minderheitsregierung gebildet und Emil Abelsen übernahm das Ministerium für Wirtschaft, Handel und Verkehr. Bei der Wahl 1991 kandidierte er erstmals für das Inatsisartut und wurde gewählt. Er wurde erneut zum Wirtschaftsminister sowie zum Vizepremierminister im Kabinett Johansen I ernannt. Bei der Wahl 1995 trat er nicht erneut an. Stattdessen erhielt er das neugeschaffene Amt des Ombudsmanns des Parlaments, bevor er im Jahr darauf von Vera Leth abgelöst wurde.
Er war Ritter des Dannebrogordens. Am 4. Februar 1997 erhielt er zudem den Nersornaat in Silber. Er starb 2005 im Alter von 61 Jahren.